# Psalmus

Psalmus (lat. psalam) je francuska diskografska kuća specijalizirana za sakralnu glazbu. Utemljena je 2007. Sjedište joj je u Bordeauxu.
Objavljuje mise, rekvijeme, korale, liturgijsku glazbu istočnoga i zapadnoga (rimskoga) obreda, liturgijske napjeve i klasične skladbe.

## Vanjske poveznice
- Službene stranice
- Facebook